# World Poker Tour seizoen 13
Een overzicht van de evenementen uit het dertiende seizoen van de World Poker Tour (WPT) en resultaten van de hoofdtoernooien daarvan. De winnaars hiervan schrijven naast het prijzengeld een officiële WPT-titel op hun naam:

### WPT500
- Casino: Aria Resort & Casino, Las Vegas
- Buy-in: $500,- + $65,-
- Datum: 4 t/m 9 juli 2014
- Aantal deelnemers: 3599
- Totaal prijzengeld: $1.799.500,-
- Aantal uitbetalingen: 176

| Positie | Naam              | Prijs      |
| ------- | ----------------- | ---------- |
| 1ste    | Sean Yu           | $260.000,- |
| 2de     | Kareem Marshall   | $180.000,- |
| 3de     | Scott Clements    | $120.500,- |
| 4de     | Christian Harder  | $90.000,-  |
| 5de     | Jeffrey Ray       | $70.000,-  |
| 6de     | Luis Nargentino   | $55.000,-  |
| 7de     | Brian Benhamou    | $45.000,-  |
| 8ste    | Terry Fleischer   | $35.000,-  |
| 9de     | Messadek Soufiane | $26.000,-  |

### Legends of Poker
- Casino: The Bicycle Casino, Bell Gardens
- Buy-in: $3.500,- + $200,-
- Datum: 23 t/m 29 augustus 2014
- Aantal deelnemers: 593
- Totaal prijzengeld: $2.172.994,-
- Aantal uitbetalingen: 54

| Positie | Naam             | Prijs      |
| ------- | ---------------- | ---------- |
| 1ste    | Harry Arutyunyan | $576.369,- |
| 2de     | Mike Eskandari   | $330.200,- |
| 3de     | Tyler Kenney     | $213.600,- |
| 4de     | Taylor McFarland | $145.640,- |
| 5de     | Tyler Cornell    | $103.560,- |
| 6de     | Jeremy Kottler   | $83.075,-  |

### Merit Cyprus Classic
- Casino: Merit Crystal Cove Hotel and Casino, Cyprus
- Buy-in: $4.000,- + $400,-
- Datum: 5 t/m 10 september 2014
- Aantal deelnemers: 404
- Totaal prijzengeld: $1.486.720,-
- Aantal uitbetalingen: 45

| Positie | Naam             | Prijs      |
| ------- | ---------------- | ---------- |
| 1ste    | Alexander Lakhov | $325.400,- |
| 2de     | Dmitry Gromov    | $215.000,- |
| 3de     | Nicolas Chouity  | $140.000,- |
| 4de     | Toby Lewis       | $102.820,- |
| 5de     | Ori Miller       | $77.000,-  |
| 6de     | Igor Devkin      | $62.000,-  |

### Borgata Poker Open
- Casino: Borgata Hotel Casino, Atlantic City
- Buy-in: $3.300,- + $200,-
- Datum: 14 t/m 19 september 2014
- Aantal deelnemers: 1226
- Totaal prijzengeld: $3.924.426,-
- Aantal uitbetalingen: 120

| Positie | Naam          | Prijs      |
| ------- | ------------- | ---------- |
| 1ste    | Darren Elias  | $843.744,- |
| 2de     | Kane Kalas    | $500.364,- |
| 3de     | Jose Serratos | $308.067,- |
| 4de     | Aaron Overton | $259.012,- |
| 5de     | Blake Bohn    | $213.999,- |
| 6de     | Ray Qartomy   | $174.637,- |

### WPT Caribbean
- Casino: Casino Royale, Sint Maarten
- Buy-in: $3.200,- + $300,-
- Datum: 3 t/m 7 november 2014
- Aantal deelnemers:
- Totaal prijzengeld:
- Aantal uitbetalingen:

| Positie | Naam             | Prijs      |
| ------- | ---------------- | ---------- |
| 1ste    | Darren Elias     | $127.680,- |
| 2de     | Christophe Rosso | $64.900,-  |
| 3de     | George Griffith  | $42.100,-  |
| 4de     | Mike Linster     | $28.950,-  |
| 5de     | Ziga Jamnikar    | $22.280,-  |
| 6de     | Dan Murariu      | $17.370,-  |

### Bestbet Bounty Scramble
- Casino: Bestbet Jacksonville, Jacksonville
- Buy-in: $4.650,- + $350,-
- Datum: 7 t/m 11 november 2014
- Aantal deelnemers:
- Totaal prijzengeld:
- Aantal uitbetalingen:

| Positie | Naam             | Prijs      |
| ------- | ---------------- | ---------- |
| 1ste    | Ryan Van Sanford | $421.068,- |
| 2de     | Chris Bolek      | $284.371,- |
| 3de     | Brian Reinert    | $182.853,- |
| 4de     | Jared Reinstein  | $135.223,- |
| 5de     | Jason Helder     | $101.518,- |
| 6de     | Corey Hochman    | $81.335,-  |

### WPT500 at Dusk Till Dawn
- Casino: Dusk Till Dawn Casino & Poker, Nottingham
- Buy-in: ₤500,-
- Datum: 11 t/m 16 november 2014
- Aantal deelnemers: 2133
- Totaal prijzengeld: ₤959.850,-
- Aantal uitbetalingen: 200

| Positie | Naam             | Prijs      |
| ------- | ---------------- | ---------- |
| 1ste    | Eleanor Gudger   | ₤140.000,- |
| 2de     | Matthew Noonan   | ₤85.000,-  |
| 3de     | Hamid Roushanaei | ₤55.000,-  |
| 4de     | Derek Payne      | ₤35.000,-  |
| 5de     | James Parker     | ₤25.000,-  |
| 6de     | Richard Buck     | ₤17.850,-  |
| 7de     | Haroon Hussain   | ₤13.250,-  |
| 8ste    | Habib Chatoo     | ₤10.000,-  |

### Emperors Palace Poker Classic
- Casino: Emperors Palace Hotel Casino, Johannesburg
- Buy-in: $3.300,- + $200,-
- Datum: 13 t/m 16 november 2014
- Aantal deelnemers: 166
- Totaal prijzengeld: $547.800,-
- Aantal uitbetalingen: 18

| Positie | Naam            | Prijs      |
| ------- | --------------- | ---------- |
| 1ste    | Dylan Wilkerson | $147.509,- |
| 2de     | Richard Barnard | $85.651,-  |
| 3de     | Diane Crous     | $54.721,-  |
| 4de     | Chris Convery   | $38.543,-  |
| 5de     | Aaron Overton   | $29.740,-  |
| 6de     | Darryn Lipman   | $22.602,-  |

### WPT UK
- Casino: Dusk Till Dawn Casino & Poker, Nottingham
- Buy-in: ₤3.000,-
- Datum: 18 t/m 23 november 2014
- Aantal deelnemers: 534
- Totaal prijzengeld: ₤1.000.000,-
- Aantal uitbetalingen: 45

| Positie | Naam            | Prijs      |
| ------- | --------------- | ---------- |
| 1ste    | Matas Cimbolas  | ₤200.000,- |
| 2de     | Ben Warrington  | ₤140.000,- |
| 3de     | Tamer Kamel     | ₤92.000,-  |
| 4de     | Antoine Saout   | ₤67.000,-  |
| 5de     | Phillip Mighall | ₤48.000,-  |
| 6de     | Patrick Leonard | ₤39.500,-  |

### WPT Montreal
- Casino: Playground Poker, Kahnawake
- Buy-in: $3.500,- + $350,-
- Datum: 20 t/m 26 november 2014
- Aantal deelnemers: 732
- Totaal prijzengeld: $2.192.893,-
- Aantal uitbetalingen: 90

| Positie | Naam                | Prijs      |
| ------- | ------------------- | ---------- |
| 1ste    | Jonathan Jaffe      | $394.257,- |
| 2de     | Ratharam Sivagnanam | $276.473,- |
| 3de     | Mukul Pahuja        | $178.175,- |
| 4de     | Kevin MacPhee       | $131.778,- |
| 5de     | Samuel Chartier     | $98.670,-  |
| 6de     | Gilles Nolet        | $79.725,-  |

### Five Diamond World Poker Classic
- Casino: Bellagio, Las Vegas
- Buy-in: $10.000,- + $300,-
- Datum: 15 t/m 20 december 2014
- Aantal deelnemers: 586
- Totaal prijzengeld: $5.684.200,-
- Aantal uitbetalingen: 54

| Positie | Naam               | Prijs        |
| ------- | ------------------ | ------------ |
| 1ste    | Mohsin Charania    | $1.477.890,- |
| 2de     | Garrett Greer      | $869.683,-   |
| 3de     | Brett Shaffer      | $562.736,-   |
| 4de     | Ryan Julius        | $383.684,-   |
| 5de     | Ryan Fee           | $272.842,-   |
| 6de     | Tobias Reinkemeier | $218.842,-   |

### WPT Borgata Winter Open
- Casino: Borgata Hotel Casino, Atlantic City
- Buy-in: $3.300,- + $200,-
- Datum: 25 t/m 30 januari 2015
- Aantal deelnemers: 989
- Totaal prijzengeld: $3.165.789,-
- Aantal uitbetalingen: 90

| Positie | Naam                | Prijs      |
| ------- | ------------------- | ---------- |
| 1ste    | Aaron Mermelstein   | $712.305,- |
| 2de     | Eugene Todd         | $419.467,- |
| 3de     | Randy Pfeifer       | $253.263,- |
| 4de     | Shawn Cunix         | $212.198,- |
| 5de     | Esther Taylor-Brady | $174.118,- |
| 6de     | Justin Liberto      | $140.878,- |

### Lucky Hearts Poker Open
- Casino: Seminole Hard Rock Hotel and Casino, Hollywood
- Buy-in: $3.200,- + $200,- + $100,-
- Datum: 5 t/m 11 februari 2015
- Aantal deelnemers: 1027
- Totaal prijzengeld: $3.286.400,-
- Aantal uitbetalingen: 100

| Positie | Naam         | Prijs      |
| ------- | ------------ | ---------- |
| 1ste    | Brian Altman | $723.008,- |
| 2de     | Mark Dube    | $434.462,- |
| 3de     | Kelly Minkin | $262.912,- |
| 4de     | Greg Rosen   | $220.189,- |
| 5de     | Sanjay Gehi  | $180.752,- |
| 6de     | Jon Graham   | $146.246,- |

### Fallsview Poker Classic
- Casino: Fallsview Casino, Niagara Falls
- Buy-in: $4.700,- + $300,-
- Datum: 13 t/m 16 februari 2015
- Aantal deelnemers: 419
- Totaal prijzengeld: $1.519.219,-
- Aantal uitbetalingen: 54

| Positie | Naam           | Prijs      |
| ------- | -------------- | ---------- |
| 1ste    | Anthony Zinno  | $302.235,- |
| 2de     | Mark Bailey    | $211.866,- |
| 3de     | Corey Hochman  | $136.232,- |
| 4de     | David Cloutier | $100.745,- |
| 5de     | Jeremy Halaska | $75.634,-  |
| 6de     | Erik Cajelais  | $60.598,-  |

### L.A. Poker Classic
- Casino: Commerce Casino, Commerce
- Buy-in: $9.600,- + $400,-
- Datum: 28 februari t/m 5 maart 2015
- Aantal deelnemers: 538
- Totaal prijzengeld: $5.164.800,-
- Aantal uitbetalingen: 63

| Positie | Naam              | Prijs        |
| ------- | ----------------- | ------------ |
| 1ste    | Anthony Zinno     | $1.015.860,- |
| 2de     | Mike Leah         | $701.350,-   |
| 3de     | Chris Klodnicki   | $451.090,-   |
| 4de     | Igor Yaroshevskyy | $333.680,-   |
| 5de     | Peter Neff        | $250.260,-   |
| 6de     | Peter Tran        | $200.830,-   |

### Bay 101 Shooting Star
- Casino: Bay 101, San Jose
- Buy-in: $7.150,- + $350,-
- Datum: 9 t/m 13 maart 2015
- Aantal deelnemers: 708
- Totaal prijzengeld:  $5.062.200,-
- Aantal uitbetalingen: 72

| Positie | Naam               | Prijs         |
| ------- | ------------------ | ------------- |
| 1ste    | Taylor Paur        | $$1.214.200,- |
| 2de     | Isaac Baron        | $704.200,-    |
| 3de     | Jacob Bazeley      | $461.470,-    |
| 4de     | Sorel Mizzi        | $310.060,-    |
| 5de     | Faraz Jaka         | $$216.320,-   |
| 6de     | Ravee Mathi Sundar | $168.260,-    |

### WPT Wenen
- Casino: Montesino, Wenen
- Buy-in: €3.000,- + €300,-
- Datum: 12 t/m 17 maart 2015
- Aantal deelnemers: 220
- Totaal prijzengeld: €660.000,-
- Aantal uitbetalingen: 27

| Positie | Naam               | Prijs      |
| ------- | ------------------ | ---------- |
| 1ste    | Konstantinos Nanos | €150.000,- |
| 2de     | Vladimir Krastev   | €103.000,- |
| 3de     | Thomas Bichon      | €65.000,-  |
| 4de     | Andreas Freund     | €49.000,-  |
| 5de     | Gaelle Baumann     | €35.500,-  |
| 6de     | Sotirios Koutoupas | €29.500,-  |

### WPT Rolling Thunder
- Casino: Thunder Valley Casino Resort, Lincoln
- Buy-in: $3.200,- + $300,-
- Datum: 14 t/m 18 maart 2015
- Aantal deelnemers: 379
- Totaal prijzengeld: $1.212.800,-
- Aantal uitbetalingen: 45

| Positie | Naam               | Prijs      |
| ------- | ------------------ | ---------- |
| 1ste    | Ravee Mathi Sundar | $266.857,- |
| 2de     | Jesse Rockowitz    | $176.018,- |
| 3de     | Taylor Paur        | $113.154,- |
| 4de     | Harrison Gimbel    | $83.818,-  |
| 5de     | Rex Clinkscales    | $62.864,-  |
| 6de     | Jeff Griffiths     | $50.291,-  |

### Seminole Hard Rock Poker Showdown
- Casino: Seminole Hard Rock Hotel and Casino, Hollywood
- Buy-in: $3.200,- + $200,- + $100,-
- Datum: 16 t/m 22 april 2015
- Aantal deelnemers: 1.476
- Totaal prijzengeld:  $5.000.000
- Aantal uitbetalingen:  150

| Positie | Naam         | Prijs        |
| ------- | ------------ | ------------ |
| 1ste    | Griffin Paul | $1.000.000,- |
| 2de     | Joe Ebanks   | $615.000,-   |
| 3de     | Andre Crooks | $383.000,-   |
| 4de     | Shawn Nguyen | $323.500,-   |
| 5de     | Brian Green  | $269.000,-   |
| 6de     | Ryan Rivers  | $217.500,-   |

### WPT World Championship
- Casino: Borgata, Atlantic City
- Buy-in: $15.000,- + $400,-
- Datum: 24 t/m 29 april 2015
- Aantal deelnemers: 239
- Totaal prijzengeld: $3.462.050
- Aantal uitbetalingen: 27

| Positie | Naam             | Prijs      |
| ------- | ---------------- | ---------- |
| 1ste    | Asher Conniff    | $973.683,- |
| 2de     | Alexander Lakhov | $573.779,- |
| 3de     | Brian Yoon       | $330.358,- |
| 4de     | Carlos Mortensen | $267.764,- |
| 5de     | Ray Qartomy      | $208.647,- |
| 6de     | Tony Dunst       | $173.873,- |

WPT seizoen 1 · WPT seizoen 2 · WPT seizoen 3 · WPT seizoen 4 · WPT seizoen 5 · WPT seizoen 6 · WPT seizoen 7 · WPT seizoen 8 · WPT seizoen 9 · WPT seizoen 10 · WPT seizoen 11 · WPT seizoen 12 · WPT seizoen 13 · WPT seizoen 14 · WPT seizoen 15 · WPT seizoen 16 · WPT seizoen 17 · WPT seizoen 18 · WPT seizoen 19